# Hier zijn
Hier zijn is het derde studioalbum van het duo Acda en De Munnik. Het verscheen op 30 oktober 2000.

## Medewerkers
- Thomas Acda - Zang, gitaar, mondharmonica
- Paul de Munnik - Zang, piano, toetsen, arrangementen en productie
- David Middelhoff - Basgitaar, gitaar, mandoline, koor, arrangementen en productie
- Kasper van Kooten - Drums
- Diederik van Vleuten - Hammond en muzikale coaching
- John Tilly - Percussie, opname, mixage en co-productie
- Sander Janssen - Co-productie
- Tren van Enckevort - Accordeon op Uit het hoofd
- Jan Sombroek - Pedal steel op Foto's van vandaag
- JB Meijers - Trompet op Uit het hoofd, pedal steel op Foto's van vandaag
- Tom Bakker - Strijkersarrangement op Verkeerd verbonden
- Fred Gaasterland - Viool
- Erica Korthals Altes - Viool
- Arlia de Ruiter - Viool
- Aimée Versloot - Altviool
- Mieke Honingh - Altviool
- Carla Schrijner - Cello